# پ‌زت‌ال پ-۱۱
پ‌زت‌ال پ-۱۱ (به لهستانی: PZL P.11) یک هواگرد جنگنده ساخت شرکت پ‌زت‌ال، ایندوستریا آئروناتیکا رومانا در لهستان بود. این هواگرد نخستین پروازش را در ماه اوت ۱۹۳۱ انجام داد و در سال ۱۹۳۳ میلادی رسماً معرفی گردید. در مجموع، تعداد ۳۲۵ فروند از این هواگرد ساخته شده‌است.